# Henrik Hagerman
Henrik Hagerman (i riksdagen kallad Hagerman i Stockholm), född den 30 september 1822 i Gårdstånga socken, Malmöhus län, död den 21 februari 1903 i Stockholm, var en svensk politiker. 
Hagerman var smidesmästare i Stockholm. Han var ordförande i stadens arbetareförening 1866–1879, ledamot av stadsfullmäktige 1869–1892 och ledamot av Sveriges riksdags andra kammare 1876–1878. Hagerman är begravd på Norra begravningsplatsen utanför Stockholm. Han var farfar till Tor, Vidar, Helge och Yngve Hagerman.